# Wolfgang Stegmüller
Wolfgang Stegmüller, nemško-avstrijski filozof, * 3. junij 1923, Natters, Tirolska, Avstrija, † 1. junij 1991, München, Nemčija.
Wolfgang Stegmüller je po drugi svetovni vojni v Evropi obnovil analitično filozofijo in zanimanje za znanstveno podprto filozofijo nasploh. Na podlagi dela ameriškega filozofa Josepha D. Sneeda je razvil strukturalno teorijo znanosti – pomembno analizo znanstvenih teorij.

## Življenje
Wolfgang Stegmüller se je rodil v Nattersu pri Innsbrucku, nemškemu očetu in materi Slovenki (iz Lienza). V Innsbrucku je obiskoval osnovno šolo in realko ter na Univerzi v Innsbrucku študiral ekonomijo in filozofijo; iz obeh je tudi doktoriral. Leta 1945 je na isti univerzi prevzel delo strokovnega pomočnika na filozofskem inštitutu. Leta 1949 je začel predavati na Univerzi v Innsbrucku, leta 1953 pa je šel s pomočjo štipendije za eno leto na Univerzo v Oxfordu. V petdesetih letih je začel pisati prve članke in knjige. Želel je postati profesor na Univerzi v Innsbrucku ali na Dunaju, a mu to ni uspelo. Med letoma 1957 in 1958 je deloval kot gostujoči profesor v Kielu in Bonnu. Leta 1958 je bil poklican na Univerzo v Münchnu in bil tam zaposlen kot redni profesor in vodja Inštituta za teorijo znanosti in statistiko do svoje upokojitve leta 1989. Leta 1991, v 68. letu starosti, je umrl zaradi bolezni.
Svoje življenje je posvetil filozofiji, bil je dvakrat poročen in ni imel otrok. Po njegovi smrti je njegova žena Margret ustanovila sklad za Nagrado Wolfganga Stegmüllerja (Wolfgang Stegmüller Preis). Nagrada je namenjena prodornim odkritjem na področju analitične filozofije in se podeljuje na tri leta.

## Dela in filozofija
Stegmüller je bil učenec Rudolfa Carnapa, enega od ustanoviteljev Dunajskega krožka, s katerim so se začele razprave o analitični filozofiji v srednjeevropskem prostoru. Bil je eden prvih analitičnih filozofov, ki so po drugi svetovni vojni v Evropi obnavljali porušeno tradicijo logično strogega filozofiranja, logične analize znanosti in filozofskih teorij ter racionalne argumentacije. Na njegovo usmeritev v analitično filozofijo je vplivalo srečanje s Karlom Popperjem in seznanjenje z idejami pozabljenega Dunajskega krožka, ki je deloval pred drugo svetovno vojno.
Svoja spoznanja o analitični in znanstveni filozofiji je začel objavljati v petdesetih letih 20. stoletja. Leta 1952 je napisal delo Hauptströmungen der Gegenwartsphilosophie in leta 1957 še Das Wahrheitsproblem und die Idee der Semantik, ki je izšlo 1968. Leta 1959 je z Rudolfom Carnapom napisal knjigo o logiki induktivnega sklepanja (Induktive Logik und Wahrscheinlichkeit). Eno njegovih vplivnejših del je tudi Metaphysik Skepsis Wissenschaft (napisano 1954, izdano 1969). V njem razpravlja o problemu metafizike, filozofskih temeljih logike in matematike, različnih temeljih spoznanja izkušnje in problemu dvoma. Pomembnejše delo je tudi Probleme und Resultate der Wissenschaftstheorie und Analytischen Philosophie. Izšlo je v štirih delih (1969–1986). V njem je podal nadvse podrobno kritično razpravo s pomembnimi zasnovami na področju sodobne analitične filozofije in znanstvene teorije. Stegmüller je v znanstveni filozofiji uveljavil strukturalno teorijo znanosti, katere osnova so bili J. D. Sneedovi za fiziko razviti semantični teoretični koncepti. To teorijo je predstavil leta 1976 v delu The Structure and Dynamics of Theories. Njegovi prispevki so bili objavljeni v znanstvenih revijah kot na primer prispevek z naslovom Kombiniran dostop k razumevanju dinamike teorij, ki je bil objavljen v Časopisu za kritiko znanosti leta 1984, prvič pa v reviji Theory and Decision leta 1978 in tudi objavljen v njegovi knjigi Neue Wege der Wissenschaftsphilosophie (1980). Njegova filozofija in razmišljanje sta se med drugim dotaknila tudi matematike, ekonomije in epistemologije (spoznavna teorija).
S svojim delovanjem na Univerzi v Münchnu je Stegmüller pomagal oblikovati eno uspešnejših nemških filozofskih šol. Pod vplivom Rudolfa Carnapa in Josepha D. Sneeda je postal eden vplivnejših nemških filozofov 20. stoletja predvsem na področju analitične filozofije in teorije znanosti.

### Druga dela
- Idole der Logik; Ontologie und Analytizität (1957)
- Metamathematik-- Unvollständigkeit und Unentscheidbarkeit (1959)
- Der Begriff des Naturgesetzes (delovni naslov: Der Gesetzesbegriff, 1966)
- Kants Metaphysik der Erfahrung Part 1, E/D, teilw. Part 2 (1967)
- Der sogenannte Zirkel des Verstehens (1973)
- Wissenschaft als Sprachspiel (1978)
- The Structuralist View of Theories (1979)
- Philosophy of economics (1981)

### Prevedeno v slovenščino
V slovenščino je bil preveden Stegmüllerjev prispevek z naslovom Kombiniran dostop k razumevanju dinamike teorij, objavljen v Časopisu za kritiko znanosti iz leta 1984.
Wolfgang Stegmüller pa je tudi omenjen in njegovo delo, Hauptströmungen der Gegenwartsphilosophie: Eine kritische Einführung, je navedeno kot referenca v izvirnem znanstvenem prispevku »Wittgenstein in vera: od kazanja mističnega do teologije kot slovnice«, ki ga je napisal Bojan Žalec za Bogoslovni vestnik.